# Thổ-Chu-Inseln
Die Thổ-Chu-Inseln (vietnamesisch Quần đảo Thổ Chu) sind eine vietnamesische Inselgruppe im Golf von Thailand.

## Geographie
- Karte mit allen Koordinaten:
- OSM |
- WikiMap

Sie besteht aus sieben Inseln, die weitaus größte Hauptinsel Thổ Chu hat einen Durchmesser von etwa 3,5 Kilometern. Die Inseln liegen etwa 150 Kilometer vom Festland entfernt.
| Name                     | Fläche km² | Koordinaten           |
| ------------------------ | ---------- | --------------------- |
| Thổ Chu                  | 11,06      | 09° 18′ N, 103° 29′ O |
| Hòn Cao Cát              | 0,45       | 09° 20′ N, 103° 32′ O |
| Quần Đảo Thổ Châu        | 0,52       | 09° 19′ N, 103° 32′ O |
| Hòn Nhọn (Hòn Xanh)      | 0,10       | 09° 17′ N, 103° 29′ O |
| Hòn Đá Bạc (White Rock)  | 0,03       | 09° 15′ N, 103° 28′ O |
| Hòn Đá Bàn (East Island) | 0,05       | 09° 23′ N, 103° 38′ O |
| (unbenannt)              | 0,01       | 09° 23′ N, 103° 39′ O |

## Verwaltung
Die Inselgruppe bildet eine Gemeinde des Distriktes Phú Quốc, Provinz Kiên Giang.

## Geschichte
1975 verschleppten die Roten Khmer alle 500 Einwohner nach Kambodscha und töteten sie. 1993 wurden die Inseln wieder besiedelt.

## Flugunfall
Der Malaysia-Airlines-Flug 370 ist das bisher größte ungelöste Rätsel der Fluggeschichte. Die Boeing 777 befand sich mit 239 Menschen an Bord auf dem Weg von Kuala Lumpur nach Peking. Am 8. März 2014 um 1:21 Uhr Ortszeit verschwand das Flugzeug aus der Überwachung der Flugverkehrskontrolle. Es befand sich zu dem Zeitpunkt 250 km südlich vor der Inselgruppe Thổ-Chu. Seitdem gilt es als vermisst und wurde bis heute nicht gefunden.